# Africa Mercy
Die Africa Mercy ist ein Hospitalschiff der christlichen Hilfsorganisation Mercy Ships. Es dient der kostenlosen medizinischen Behandlung von Menschen. Die Africa Mercy ist das weltweit zweitgrößte Hospitalschiff in nichtstaatlichem Auftrag.

## Geschichte

### Dronning Ingrid
Das erste Schiff der Serie der Intercityfähren wurde von 1978 bis 1980 unter dem Namen Dronning Ingrid (IMO 7803188) und unter der Baunummer 418 auf der dänischen Werft Helsingørs Værft AS in Helsingør als Eisenbahnfähre für die Danske Statsbaner gebaut. Die Dronning Ingrid wurde am 28. August 1978 auf Kiel gelegt; der Stapellauf war am 8. August 1979. Benannt wurde es nach der dänischen Königin Ingrid.
Am 21. Juli 1980 wurde die Fähre an die DSB übergeben. Das Schiff wurde zunächst ab August 1980 im Kattegat auf den Strecken Korsør – Nyborg und Helsingborg – Kopenhagen eingesetzt. Im Herbst 1986 erfolgte ein kurzzeitiger Einsatz auf der Linie Helsingborg – Kopenhagen. Am 9. Februar 1989 kollidierte die Fähre in Nyborg mit der Fähre Superflex Charlie, dabei kamen zwei Menschen ums Leben. Ab Anfang 1997 fuhr das Schiff für einige Monate für Scandlines A/S. Nach dem Bau des Tunnels durch den Großen Belt wurde sie ab dem 1. Juni 1997 in Korsør und Nakskov aufgelegt.

### Ingrid
Im März 1999 wurde das Schiff an Royal Mercy Valletta Ltd. verkauft und zunächst in Ingrid umbenannt. Finanziert wurde der Kauf durch eine Spende der Balcraig Foundation.

### Africa Mercy
Anschließend erfolgte der Umbau des Schiffes zum Hospitalschiff auf der A&P-Werft in Newcastle, wo das Schiff im April 2000 in Africa Mercy umbenannt wurde. Der Umbau, der im März 2007 abgeschlossen wurde, kostete rund 45 Millionen Euro. Sie fährt seitdem unter maltesischer Flagge mit Heimathafen Valletta.

## Technische Daten
Das Schiff war zunächst mit 10.606 BRT / 5.088 NRT vermessen und hatte eine Tragfähigkeit von 5.199 Tonnen. An Bord war Platz für bis zu 2.280 Passagiere. An Bord befanden sich vier Bahngleise mit einer Länge von 494 Metern. Darüber hinaus konnten bis zu 200 Pkw transportiert werden, für die 625 Spurmeter zur Verfügung standen.
Nach dem Umbau zum Hospitalschiff ist das Schiff mit 16.572 BRZ / 4.971 NRZ vermessen und hat eine Tragfähigkeit von 4.150 Tonnen. Bahngleise und Autodecks wurden beim Umbau entfernt. 
Das Schiff wird seit dem Umbau von vier Sechzehnzylinder-Viertakt-Dieselmotoren mit einer Leistung von zusammen 12480 kW angetrieben. Die Motoren wirken auf zwei Verstellpropeller und verleihen dem Schiff eine Geschwindigkeit von bis zu 18,5 kn. Die B&W-Dieselmaschinen (16U28LU) wurden von Alpha-Diesel gebaut. Die verbliebenen zwei baugleichen Dieselmotoren werden während Liegezeiten für Generatoren genutzt.

## Einrichtungen
Das Schiff verfügt über acht Decks. Auf den oberen Decks ist Platz für 484 Besatzungsmitglieder. Das Krankenhaus, das eine Fläche von rund 1200 Quadratmetern belegt, ist auf den ehemaligen Fährdecks untergebracht. Es verfügt über 82 Betten. Außerdem ist eine Intensivstation vorhanden. Die fünf Operationssäle sind auf bis zu 7000 Operationen pro Jahr ausgelegt.

## Schwesterschiffe
Schwesterschiffe sind die Scandlines-Fähre Kronprins Frederik und die ehemalige Prins Joachim.